# 크런치뱅 리눅스
크런치뱅 리눅스(영어: CrunchBang Linux)는 필립 뉴버로우가 개발한 컴퓨터 운영 체제이다.

## 특징
크런치뱅 리눅스는 오픈박스 윈도 매니저를 사용하여 시스템 자원을 절약하며 최신 컴퓨터는 물론 저성능의 컴퓨터에서도  사용하기에 무리가 없도록 설계되었다.

## 버전
크런치뱅 리눅스는 i686, i486, amd64용으로 나온다.
이전에는 데스크톱판, 데스크톱 가벼운 판(몇몇 소프트웨어가 담겨 있지 않다는 것만 빼고 데스크톱판과 같음), 크런치Eee(아수스 Eee PC에서 쓰기에 알맞게 개량된 판)로 나왔었지만 크런치뱅 리눅스 9.04를 웹사이트에서 삭제하면서 크런치Eee와 데스크톱 가벼운 판은 없어졌다.

## 데비안 기반으로 변경
크런치뱅 10부터 데비안에 기초하며 더 이상 우분투에 기초하지 않는다.